# Konoyo
Konoyo è il nono album in studio del musicista canadese Tim Hecker, pubblicato il 28 settembre 2018 su Kranky e Sunblind Music. La maggior parte dell'album è stata fatta dalle visite di Hecker in Giappone, dove ha lavorato con il complesso musicale gagaku, Tokyo Gakuso, nel tempio Kanzouin di Jiunzan Mandala, nella periferia di Tokyo.
Konoyo ha ricevuto il plauso della critica al momento della pubblicazione. Da Metacritic, che assegna una valutazione normalizzata su 100 a recensioni da critici principali, l'album ha ricevuto un punteggio medio di 82, basato su 16 recensioni, che indica "un plauso universale".

## Tracce
1. This Life – 8:42
2. In Death Valley – 5:36
3. Is a Rose Petal of the Dying Crimson Light – 3:27
4. Keyed Out – 9:46
5. In Mother Earth Phase – 10:26
6. A Sodium Codec Haze – 5:46
7. Across to Anoyo – 15:26